# Ottolini

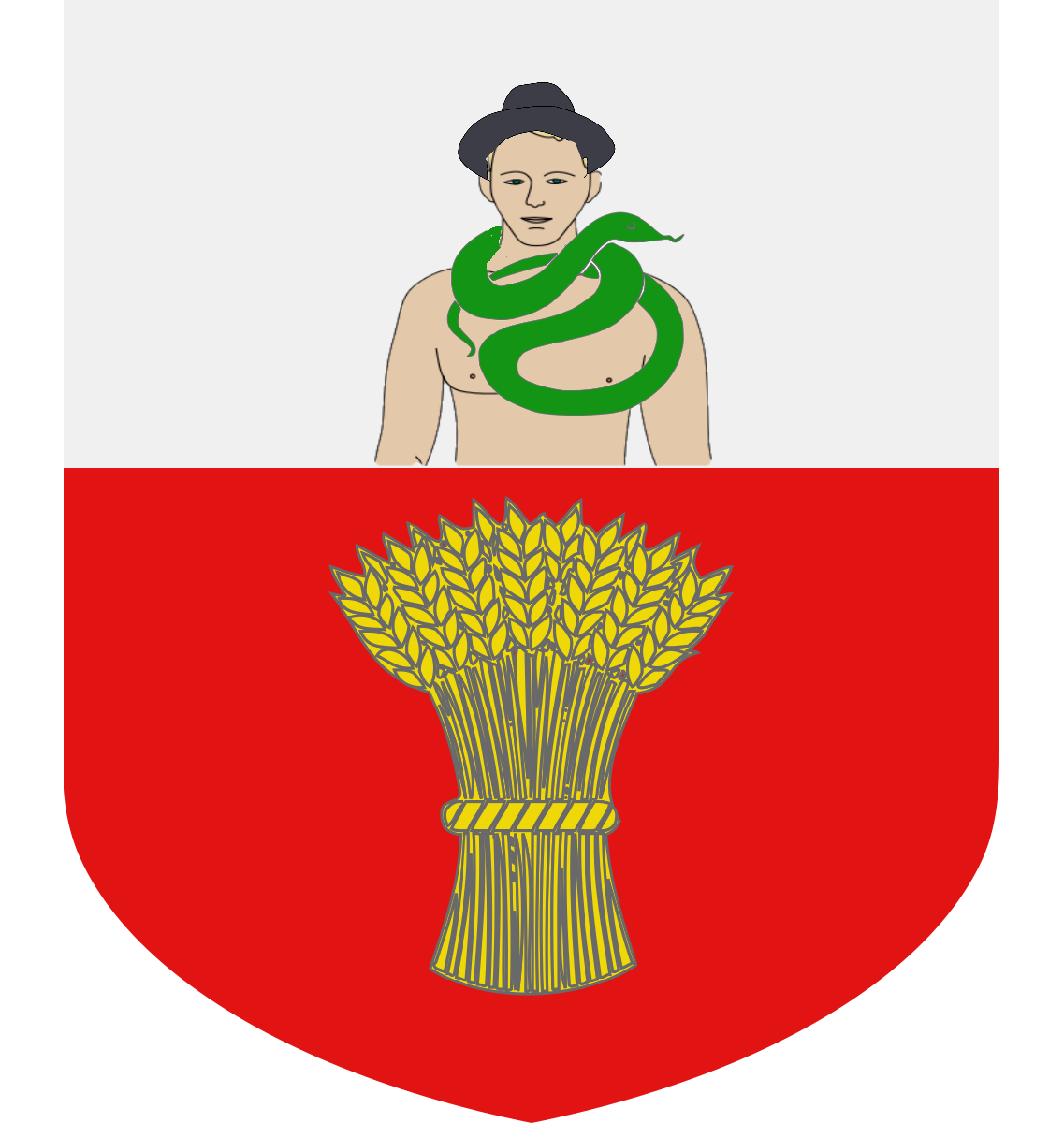
Stemma Ottolini

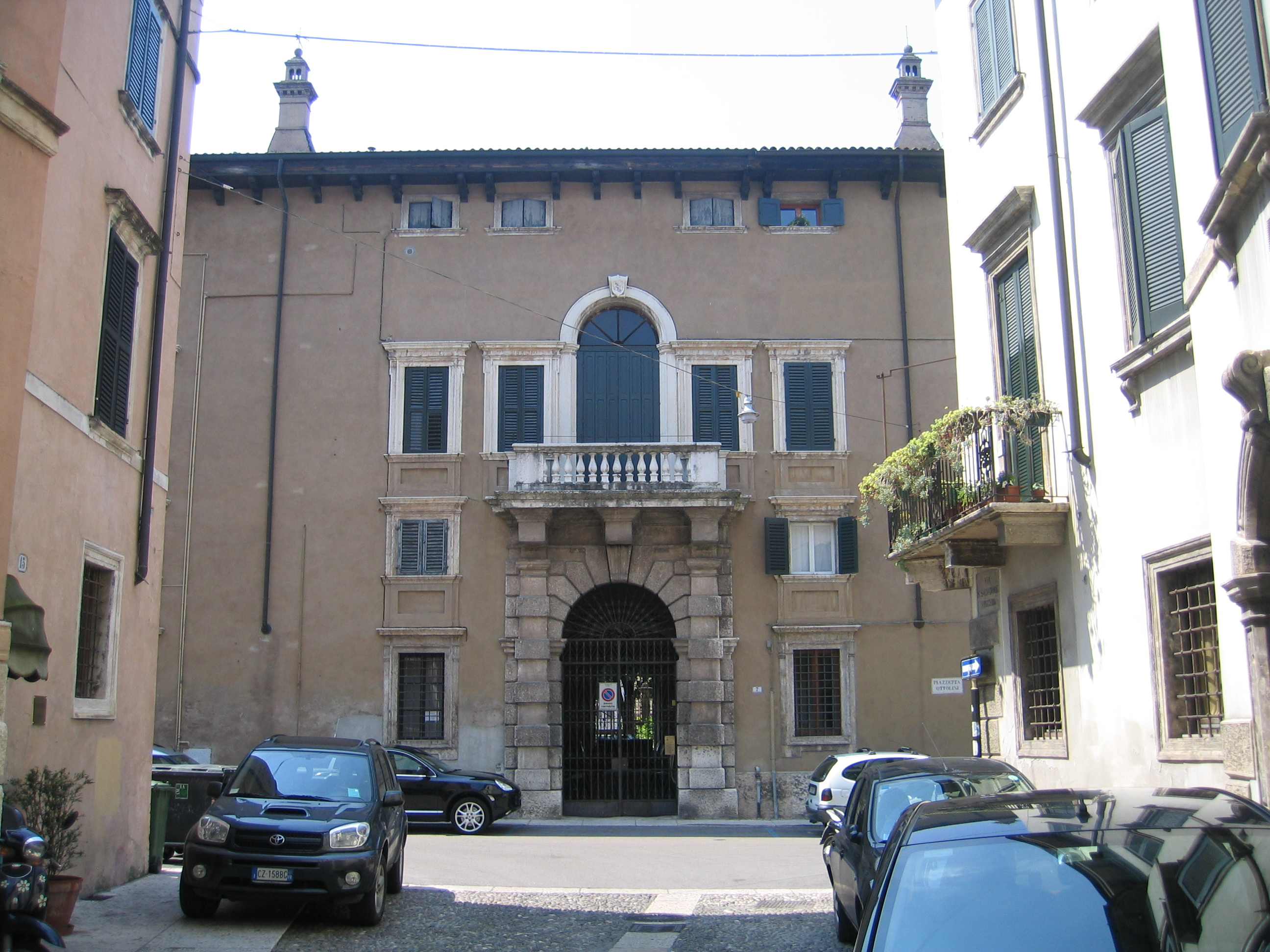
Palazzo Ottolini a Verona

Ottolini era una nobile famiglia di Verona.

## Storia
Originaria della Val di Ledro, cominciò la sua ascesa nel XVII secolo, quando i suoi membri, notevolmente arricchiti, comprarono dalla Repubblica di Venezia il titolo di conti, con l'investitura del feudo di Custoza. Ulteriore nobilitazione fu, nel 1780, la nomina a Patrizi Veneti con diritto al N.H. per gli uomini della famiglia e N.D. per le donne. 
Gli Ottolini a Verona abitarono l'imponente palazzo che sorge in una piazzola chiamata appunto piazzetta Ottolini in memoria di questa antica famiglia. Il palazzo sorge nel centro storico della città, non distante dalla chiesa di Sant'Eufemia, sulle rovine di antiche costruzioni appartenenti ai marchesi Gherardini, che furono abbattute per ordine dei conti Ottolini.
Gli Ottolini si estinsero nel 1844 con il N.H. conte Giulio, Patrizio Veneto, continuando per sola linea femminile con le sorelle Caterina sposata al N.H. Giorgio Giovanni Morosini  e Marianna, sposata al marchese Gio.Antonio Morano di famiglia modenese, da cui i conti Pignatti Morano di Custoza che ancora posseggono la villa di Custoza. La famiglia Ottolini possedette palazzi nel centro storico di Verona e ville nella sua provincia. 
Nessun legame di parentela o successione con famiglie omonime di Verona o di altre città.

## Ville e Palazzi della famiglia
Palazzi
- Palazzo Ottolini, piazzetta Ottolini, Verona
- Palazzo Ottolini, piazza Brà, Verona

Ville
- Villa Lebrecht, San Pietro in Cariano
- Villa Ottolini, San Floriano
- Villa Ottolini, Custoza
- Villa Ottolini, Arcole